# Andrea Behr
Andrea Behr (* 21. Februar 1969 in Würzburg) ist eine deutsche Politikerin (CSU). Seit 2023 ist sie Abgeordnete im Bayerischen Landtag.

## Leben
Der Vater und Großvater von Behr waren beide Zahnärzte. Sie machte nach dem Abitur am Wirsberg-Gymnasium eine Ausbildung zur Zahntechnikerin. Dann begann sie 1990 ein Studium der Zahnmedizin an der Julius-Maximilians-Universität Würzburg, welches sie 1998 abschloss. 1994 war sie eine der Gründerinnen der Akademischen Damenverbindung Salia zu Würzburg und ist seitdem Mitglied dieser. Mit ihrem Ehemann André Trojanski führt Behr die Zahnarztpraxis ihres Vaters weiter, im Jahr 2000 promovierte sie.

### Politik
1997 trat sie in CSU ein. Von 2004 bis 2008 war sie Vorsitzende des Gesundheits- und Pflegepolitischen Arbeitskreises der CSU Würzburg. 2008 wurde sie Ortsvorsitzende der CSU Sanderau und Mitglied im Würzburger Stadtrat. Beide Ämter hatte sie bis 2014 inne. Von 2010 bis 2012 war sie zusätzlich Ortsvorsitzende der CSU Grombühl. 2016 wurde sie stellvertretende Vorsitzende der Frauenunion Würzburg-Stadt, 2021 stellvertretende Vorsitzende der Mittelstandsunion, 2021 Ortsvorsitzende der CSU Frauenland-Keesburg, 2022 Vorsitzende des Gesundheits- und Pflegepolitischen Arbeitskreises Bezirk Unterfranken und 2023 Mitglied des Arbeitskreises Außen- und Sicherheitspolitik.
Bei der Landtagswahl in Bayern 2023 gewann sie im Stimmkreis Würzburg-Stadt das Direktmandat.
Im Landtag wurde sie Mitglied im Ältestenrat, dem Ausschuss für Gesundheit, Pflege und Prävention sowie Umwelt- und Verbraucherschutz. Außerdem ist sie Vorsitzende des Anstaltsbeirates der JVA Würzburg.

### Privatleben
Behr lebt in Würzburg, ist verheiratet und Mutter von drei Kindern. Sie ist römisch-katholischer Konfession. 